# 2021년 샌디에이고 파드리스 시즌
2021년 샌디에이고 파드리스 시즌은 메이저리그의 프로 야구단 샌디에이고 파드리스의 2021년 시즌을 일컫는다. 제이스 팅글러 감독이 정식으로 부임하여 맞이한 2번째 시즌이다. 팀은 내셔널리그 서부지구 5팀 중 3위, 와일드카드 5위에 그쳐 포스트시즌 진출에 실패했다.

## 타이틀
- 조아제약 프로야구대상 특별상: 김하성

## 선수단
- 선발투수 : 머스그로브, 스넬, 다르빗슈, 모레혼, 아빌라, 웨더스, 벨라스케스, 패댁, 아리에타
- 구원투수 : 스탬멘, 존슨, 포머란츠, 크리스맷, 디아즈, 뎃와일러, 노우드, 노스크래프트, 라메트, 윌리엄스, 애덤스, 톰슨, 앤더슨, 게라, 알타빌라, 뉴, 힐, 스트람, 허드슨, 라미레즈, 켈라, 파간, 카마레나
- 마무리투수 : 멜란슨
- 포수 : 놀라, 리바스, 카라티니, 캄푸사노
- 1루수 : 호스머
- 2루수 : 크로넨워스, 프레이저, 카스티요, 마카노
- 유격수 : 타티스, 김하성, 마테오
- 3루수 : 마차도
- 좌익수 : 팜, 오그래디, 프로파
- 중견수 : 그리샴, 키블한, 안드레올리, 마리스닉
- 우익수 : 마이어스

## 같이 보기
- 2021년 뉴욕 양키스 시즌
- 2022년 샌디에이고 파드리스 시즌